# Sant'Agostino (metropolitana di Milano)
Sant'Agostino è una stazione della linea M2 della metropolitana di Milano.

## Storia
I lavori di costruzione della stazione iniziarono nel 1978, mentre veniva inaugurato il capolinea M2 di Cadorna FN: la linea tranviaria diretta a piazza Tirana fu parzialmente coinvolta dai cantieri e dovette essere deviata in corso Genova, abbandonando i binari fra piazza Resistenza Partigiana e il parco Don Giussani. La stazione fu inaugurata il 30 ottobre 1983, contemporaneamente alla nuova tratta fino a Porta Genova FS. 
Con l'apertura il 12 ottobre della m4 fino a San Cristoforo sorge nelle vicinanze la fermata coni zugna 

## Strutture e impianti
I binari sono posti su due livelli sovrapposti; tale tecnica consentì di evitare il passaggio sotto gli edifici, e costituì un esperimento in vista della costruzione della linea M3, le cui gallerie corrono sovrapposte per un lungo tratto attraverso il centro storico.
Sant'Agostino è una tra le fermate più profonde della metropolitana: questa caratteristica, unita alla non impermeabilità delle gallerie della linea M2, è all'origine di costanti infiltrazioni d'acqua. A causa dell'innalzamento della falda acquifera sono state installate delle pompe nel tunnel inferiore, per prevenirne l'allagamento. Queste infiltrazioni comunque non pregiudicano l'integrità strutturale della stazione.

## Interscambi
Nelle vicinanze della stazione effettuano fermata alcune linee tranviarie urbane, gestite da ATM.
- Fermata tram (V.le Coni Zugna-Via Solari, linee 10 e 14)

## Servizi
La stazione dispone di:
- Accessibilità per portatori di handicap
- Scale mobili
- Emettitrice automatica biglietti
- Stazione video sorvegliata

## Galleria d'immagini

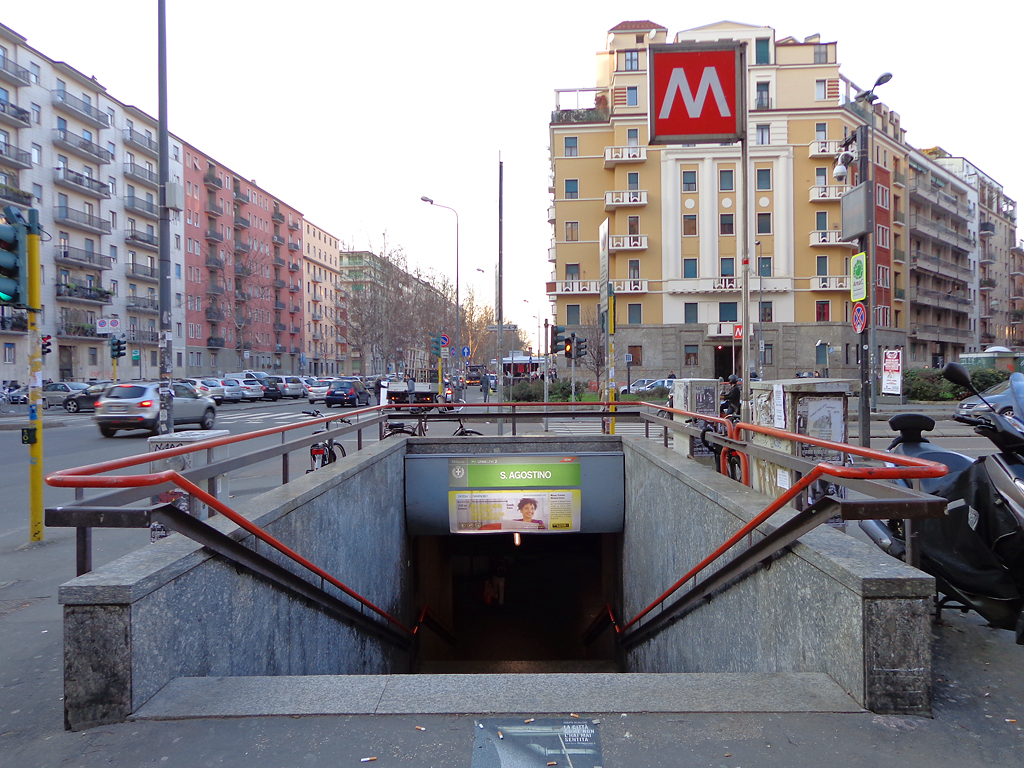
L'ingresso
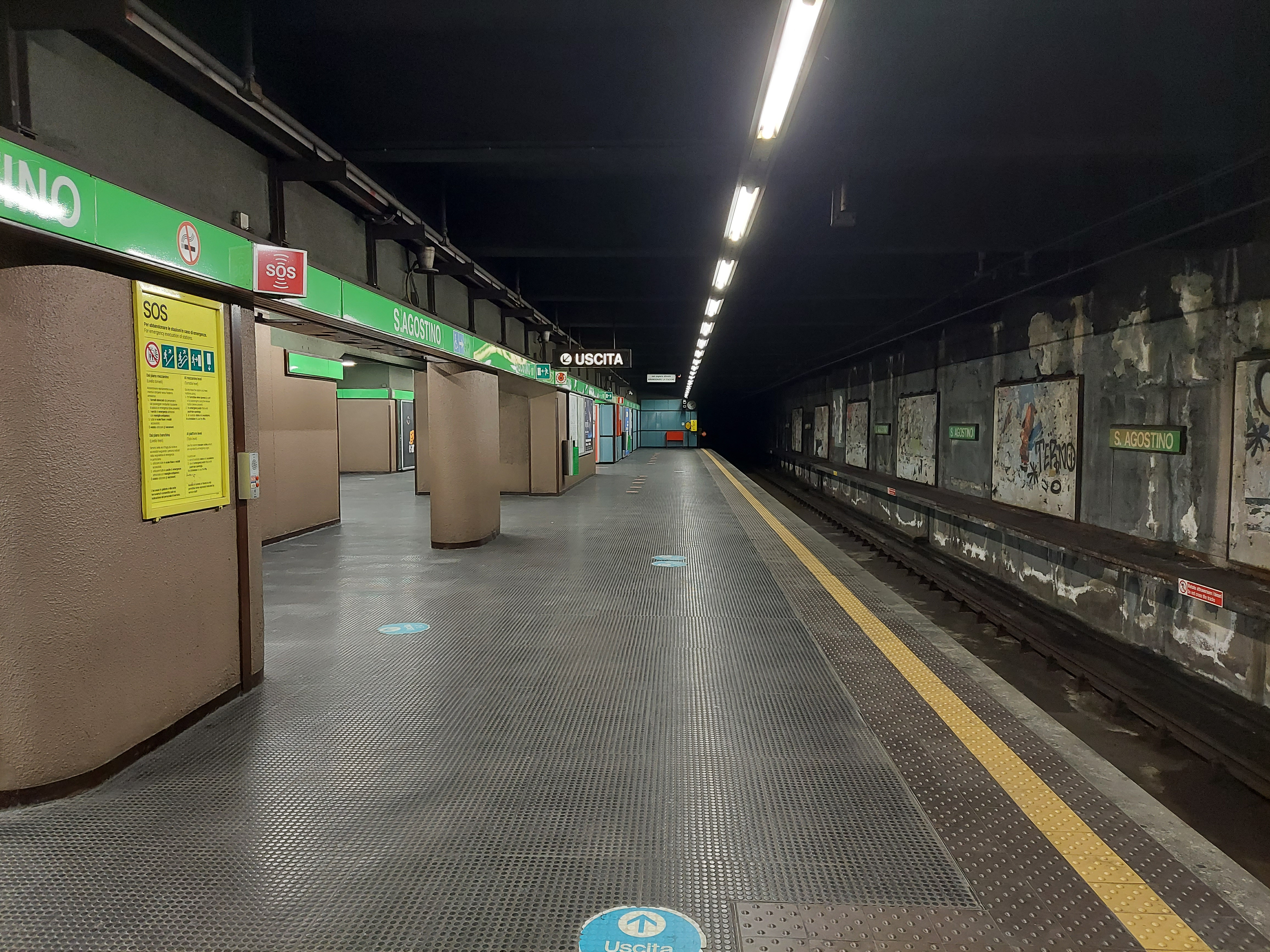
Il piano banchina al secondo livello